# Los Montesinos
Los Montesinos község Spanyolországban, Alicante tartományban. Lakosainak száma 5682 fő (2024). Los Montesinos Algorfa, Almoradí, Rojales, San Miguel de Salinas és Torrevieja községekkel határos.

## Népesség
A település lakosságának változását az alábbi diagram mutatja:
| Lakosok száma | 2674 | 3081 | 3654 | 4949 | 5199 | 4966 | 4912 | 4968 | 5123 | 5682 |
|               | 2001 | 2004 | 2006 | 2009 | 2011 | 2014 | 2016 | 2019 | 2021 | 2024 |